# جام باشگاه‌های اروپا ۹۱–۱۹۹۰
جام باشگاه‌های اروپا ۹۱–۱۹۹۰ سی و ششمین فصل از رقابت‌های فوتبال جام باشگاه‌های اروپا بود. در فینال این دوره، بروسیا دورتموند در ضربات پنالتی المپیک مارسی را شکست داد و برای نخستین بار فاتح این رقابت‌ها شد. هر دو تیم برای نخستین بار به فینال جام باشگاه‌ها راه یافته بودند. ستاره سرخ پس از استوا بخارست رومانی در سال ۱۹۸۶، دومین تیم از شرق اروپا بود که به قهرمانی در این رقابت‌ها دست می‌یافت.
این دوره همچنین آخرین دوره‌ای بود که تنها بر پایه مراحل حذفی برگزار می‌شد و از فصل بعد، یک مرحله گروهی به مسابقات افزوده شد. ستاره سرخ به‌عنوان تنها تیم یوگسلاو، تنها مدت کوتاهی پیش از فروپاشی یوگسلاوی به قهرمانی در این رقابت‌ها دست یافت. این دوره همچنین با توجه به اتحاد دوباره آلمان شرقی و همتای غربی آن در اکتبر ۱۹۹۰، آخرین دوره‌ای بود که نماینده‌ای از آلمان شرقی در آن حضور می‌یافت.
این فصل از رقابت‌ها همچنین می‌توانست به‌خاطر بازگشت باشگاه‌های انگلیسی پس از پنج سال محرومیت آن‌ها در پی فاجعه ورزشگاه هیسل در سال ۱۹۸۵ شناخته شود، اما محرومیت لیورپول قهرمان انگلستان، یک سال بیشتر از سایر باشگاه‌های انگلیسی بود، بنابراین نتوانست در این فصل حضور یابد. آژاکس قهرمان هلند، به‌خاطر رفتار نامناسب هواداران خود در یکی از رقابت‌های فصل قبل، اجازه حضور در رقابت‌های این فصل را بدست نیاورد. در نتیجه سهمیه آن‌ها در مرحله مقدماتی خالی ماند و به همین دلیل میلان در دور اول با قرعه استراحت مواجه شد.
میلان مدافع عنوان قهرمانی بود و با توجه به غیبت نمایندگان انگلستان و هلند، از دور دوم وارد رقابت‌ها شد. در مرحله یک‌چهارم نهایی پس از آنکه در وقت‌های تلف شده بازی برگشت و زمانی که بازی با نتیجه ۱–۰ و در مجموع ۲–۱ به سود المپیک مارسی در جریان بود، میلان به‌خاطر از کار افتادن نورافکن‌های ورزشگاه، و تأخیر در راه‌اندازی مجدد آن‌ها، از بازگشت به زمین و ادامه مسابقه خودداری کرد. نتیجه مسابقه با رای یوفا، سه بر صفر به نفع مارسی شد و میلان از حضور در رقابت‌های اروپایی فصل بعد محروم شد.

## تیم‌ها
مجموع ۳۱ تیم در این دوره از رقابت‌ها شرکت کردند.
| دور دوم           | دور دوم        | دور دوم           | دور دوم                |
| ----------------- | -------------- | ----------------- | ---------------------- |
| میلان (TH)        |                |                   |                        |
| دور اول           |                |                   |                        |
| دینامو تیرانا     | سوارفسکی تیرول | کلوب بروژ         | زسکا صوفیه             |
| آپوئل             | اسپارتا پراگ   | ادنسه             | دینامو درسدن[پ.ن. GDR] |
| کوسیسی            | المپیک مارسی   | پاناتینایکوس      | اویپشت                 |
| کی‌ای آکوریری      | ناپولی         | اونیون لوکزامبورگ | والتا                  |
| پورتاداون         | لیلستروم       | لخ پوزنان         | پورتو                  |
| سنت پاتریک اتلتیک | دینامو بخارست  | رنجرز             | اسپارتاک مسکو          |
| رئال مادرید       | مالمو          | گراس‌هاپر          |                        |
| بشیکتاش           | بایرن مونیخ    | ستاره سرخ بلگراد  |                        |

توضیحات
1. ^ آلمان شرقی (GDR): تمام مسابقات دینامو درسدن نمایندهٔ اتحادیه فوتبال آلمان شرقی به‌عنوان قهرمان فصل ۹۰–۱۹۸۹ د د اِر اوبرلیگا، پس از اتحاد دوباره آلمان در ۳ اکتبر، با پرچم آلمان یکپارچه نشان داده شده‌است. با این حال، طبق مقررات یوفا، مسابقات و رکوردهای این باشگاه کماکان بر مبنای آلمان شرقی و نه آلمان یکپارچه، محاسبه می‌شوند.

## دور اول
| تیم ۱             | نتیجه‌نهایی | تیم ۲             | بازی رفت | بازی برگشت |
| ----------------- | ---------- | ----------------- | -------- | ---------- |
| آپوئل             | ۲–۷        | بایرن مونیخ       | ۲–۳      | ۰–۴        |
| کی‌ای آکوریری      | ۱–۳        | زسکا صوفیه        | ۱–۰      | ۰–۳        |
| دینامو بخارست     | ۵–۱        | سنت پاتریک اتلتیک | ۴–۰      | ۱–۱        |
| پورتو             | ۱۳–۱       | پورتاداون         | ۵–۰      | ۸–۱        |
| ستاره سرخ بلگراد  | ۵–۲        | گراس‌هاپر          | ۱–۱      | ۴–۱        |
| والتا             | ۰–۱۰       | رنجرز             | ۰–۴      | ۰–۶        |
| اونیون لوکزامبورگ | ۱–۶        | دینامو درسدن      | ۱–۳      | ۰–۳        |
| مالمو             | ۵–۴        | بشیکتاش           | ۳–۲      | ۲–۲        |
| ناپولی            | ۵–۰        | اویپشت            | ۳–۰      | ۲–۰        |
| اسپارتا پراگ      | ۰–۴        | اسپارتاک مسکو     | ۰–۲      | ۰–۲        |
| ادنسه             | ۱–۱۰       | رئال مادرید       | ۱–۴      | ۰–۶        |
| سوارفسکی تیرول    | ۷–۱        | کوسیسی            | ۵–۰      | ۲–۱        |
| میلان             | Bye        |                   | –        | –          |
| لیلستروم          | ۱–۳        | کلوب بروژ         | ۱–۱      | ۰–۲        |
| لخ پوزنان         | ۵–۱        | پاناتینایکوس      | ۳–۰      | ۲–۱        |
| المپیک مارسی      | ۵–۱        | دینامو تیرانا     | ۵–۱      | ۰–۰        |

## دور دوم
| تیم ۱            | نتیجه‌نهایی  | تیم ۲          | بازی رفت | بازی برگشت |
| ---------------- | ----------- | -------------- | -------- | ---------- |
| بایرن مونیخ      | ۷–۰         | زسکا صوفیه     | ۴–۰      | ۳–۰        |
| دینامو بخارست    | ۰–۴         | پورتو          | ۰–۰      | ۰–۴        |
| ستاره سرخ بلگراد | ۴–۱         | رنجرز          | ۳–۰      | ۱–۱        |
| دینامو درسدن     | ۲–۲ (۵–۴ پ) | مالمو          | ۱–۱      | ۱–۱        |
| ناپولی           | ۰–۰ (۳–۵ پ) | اسپارتاک مسکو  | ۰–۰      | ۰–۰        |
| رئال مادرید      | ۱۱–۳        | سوارفسکی تیرول | ۹–۱      | ۲–۲        |
| میلان            | ۱–۰         | کلوب بروژ      | ۰–۰      | ۱–۰        |
| لخ پوزنان        | ۴–۸         | المپیک مارسی   | ۳–۲      | ۱–۶        |

### دور رفت
| بایرن مونیخ                                    | ۴–۰   | زسکا صوفیه |
| ---------------------------------------------- | ----- | ---------- |
| روتر ۳'، ۶۲' (پ.) · فولفارث ۲۸' · اوگنتالر ۵۴' | گزارش |            |

| دینامو بخارست | ۰–۰   | پورتو |
| ------------- | ----- | ----- |
|               | گزارش |       |

| ستاره سرخ بلگراد                            | ۳–۰   | رنجرز |
| ------------------------------------------- | ----- | ----- |
| Brown ۸' (گ.خ.) · پروسینچکی ۶۵' · پانچف ۷۳' | گزارش |       |

| دینامو درسدن | ۱–۱   | مالمو        |
| ------------ | ----- | ------------ |
| گوتشوو ۴۵'   | گزارش | Engqvist ۱۸' |

| ناپولی | ۰–۰   | اسپارتاک مسکو |
| ------ | ----- | ------------- |
|        | گزارش |               |

| رئال مادرید                                                                | ۹–۱   | سوارفسکی تیرول |
| -------------------------------------------------------------------------- | ----- | -------------- |
| بوتراگوئنو ۴'، ۳۰'، ۴۸' · سانچز ۷'، ۱۴'، ۷۲'، ۸۵' · ئیه‌رو ۳۷' · تندییو ۸۰' | گزارش | پاکولت ۱۷'     |

| میلان | ۰–۰   | کلوب بروژ |
| ----- | ----- | --------- |
|       | گزارش |           |

| لخ پوزنان                                   | ۳–۲   | المپیک مارسی         |
| ------------------------------------------- | ----- | -------------------- |
| ووکاشیک ۳۱' · Pachelski ۴۱' · Juskowiak ۵۸' | گزارش | فورنیه ۸' · وادل ۶۴' |

### دور برگشت
| زسکا صوفیه | ۰–۳   | بایرن مونیخ                            |
| ---------- | ----- | -------------------------------------- |
|            | گزارش | فولفارث ۱۶' · افنبرگ ۷۸' · مک‌اینلی ۸۴' |

بایرن مونیخ در مجموع ۷–۰ برنده شد.
| پورتو                                                | ۴–۰   | دینامو بخارست |
| ---------------------------------------------------- | ----- | ------------- |
| کوستادینف ۳'، ۲۲' · Geraldão ۴۸' (پ.) · Domingos ۶۳' | گزارش |               |

پورتو در مجموع ۴–۰ برنده شد.
| رنجرز      | ۱–۱   | ستاره سرخ بلگراد |
| ---------- | ----- | ---------------- |
| مکویست ۷۵' | گزارش | پانچف ۵۱'        |

ستاره سرخ بلگراد در مجموع ۴–۱ برنده شد.
| مالمو                                             | ۱–۱ (و.ا.) | دینامو درسدن                              |
| ------------------------------------------------- | ---------- | ----------------------------------------- |
| Persson ۷۲' (پ.)                                  | گزارش      | گوتشوو ۱۹'                                |
| ضربات پنالتی                                      |            |                                           |
| Persson · Skammelsrud · Ågren · Nyhlén · Engqvist | ۴–۵        | لیبرام · شوسلر · واگنهاوس · Kern · گوتشوو |

در مجموع ۲–۲، دینامو درسدن در ضربات پنالتی ۵–۴ برنده شد.
| اسپارتاک مسکو                                | ۰–۰ (و.ا.) | ناپولی                             |
| -------------------------------------------- | ---------- | ---------------------------------- |
|                                              | گزارش      |                                    |
| ضربات پنالتی                                 |            |                                    |
| کارپین · شالیموف · Shmarov · Kulkov · مستووی | ۵–۳        | فررارا · Mauro · بارونی · مارادونا |

در مجموع ۰–۰، اسپارتاک مسکو در ضربات پنالتی ۵–۳ برنده شد.
| سوارفسکی تیرول               | ۲–۲   | رئال مادرید     |
| ---------------------------- | ----- | --------------- |
| Hörtnagl ۱۴' · Linzmaier ۹۰' | گزارش | Losada ۳۴'، ۴۵' |

رئال مادرید در مجموع ۱۱–۳ برنده شد.
| کلوب بروژ | ۰–۱   | میلان       |
| --------- | ----- | ----------- |
|           | گزارش | کاربونه ۴۷' |

میلان در مجموع ۱–۰ برنده شد.
| المپیک مارسی                                             | ۶–۱   | لخ پوزنان          |
| -------------------------------------------------------- | ----- | ------------------ |
| پاپن ۱۹' · ورکوییس ۳۴'، ۴۵'، ۸۴' · تیگانا ۸۹' · بولی ۹۰' | گزارش | یاکومسویچ ۵۹' (پ.) |

المپیک مارسی در مجموع ۸–۴ برنده شد.

## یک‌چهارم نهایی
| تیم ۱            | نتیجه‌نهایی | تیم ۲        | بازی رفت | بازی برگشت |
| ---------------- | ---------- | ------------ | -------- | ---------- |
| بایرن مونیخ      | ۳–۱        | پورتو        | ۱–۱      | ۲–۰        |
| ستاره سرخ بلگراد | ۶–۰        | دینامو درسدن | ۳–۰      | ۳–۰۱       |
| اسپارتاک مسکو    | ۳–۱        | رئال مادرید  | ۰–۰      | ۳–۱        |
| میلان            | ۱–۴        | المپیک مارسی | ۱–۱      | ۰–۳۲       |

۱ – مسابقه در شرایطی که تا دقیقه ۷۸ با نتیجهٔ ۲–۱ به نفع ستاره سرخ بلگراد دنبال می‌شد، به دلیل شورش تماشاگران متوقف شد و نتیجه ۳–۰ به نفع ستاره سرخ بلگراد شد.
۲ – نورافکن‌های ورزشگاه در شرایطی که بازی پس از پایان ۹۰ دقیقه، در وقت‌های تلف شده با نتیجهٔ ۱–۰ به نفع مارسی دنبال می‌شد، از کار افتادند. پس از درست شدن نور ورزشگاه، میلان از ادامه مسابقه خودداری کرد و نتیجه ۳–۰ به نفع مارسی شد.

### دور رفت
| بایرن مونیخ | ۱–۱   | پورتو        |
| ----------- | ----- | ------------ |
| Bender ۳۱'  | گزارش | Domingos ۶۵' |

| ستاره سرخ بلگراد                         | ۳–۰   | دینامو درسدن |
| ---------------------------------------- | ----- | ------------ |
| پروسینچکی ۲۲' · بینیچ ۴۳' · ساویسویچ ۵۶' | گزارش |              |

| اسپارتاک مسکو | ۰–۰   | رئال مادرید |
| ------------- | ----- | ----------- |
|               | گزارش |             |

| میلان     | ۱–۱   | المپیک مارسی |
| --------- | ----- | ------------ |
| گولیت ۱۴' | گزارش | پاپن ۲۷'     |

### دور برگشت
| پورتو | ۰–۲   | بایرن مونیخ            |
| ----- | ----- | ---------------------- |
|       | گزارش | سایگه ۱۹' · Bender ۷۱' |

بایرن مونیخ در مجموع ۳–۱ برنده شد.
| دینامو درسدن   | ۱–۲   | ستاره سرخ بلگراد         |
| -------------- | ----- | ------------------------ |
| گوتشوو ۳' (پ.) | گزارش | ساویسویچ ۵۲' · پانچف ۶۹' |

مسابقه با تصمیم داور و به‌دلیل شورش تماشاگران دینامو درسدن و پرتاب اشیاء به داخل زمین در دقیقه ۷۸ متوقف شد. تا آن دقیقه ستاره سرخ بلگراد با نتیجهٔ ۲–۱ از حریف خود پیش بود. یوفا رای به ۳ بر ۰ شدن بازی داد. ستاره سرخ بلگراد در مجموع ۶–۰ برنده شد.
| رئال مادرید    | ۱–۳   | اسپارتاک مسکو                  |
| -------------- | ----- | ------------------------------ |
| بوتراگوئنو ۱۰' | گزارش | رادچنکو ۲۰'، ۳۸' · Shmarov ۶۴' |

اسپارتاک مسکو در مجموع ۳–۱ برنده شد.
| المپیک مارسی | ۱–۰   | میلان |
| ------------ | ----- | ----- |
| وادل ۷۵'     | گزارش |       |

این مسابقه در وقت‌های تلف شده نیمه دوم به‌دلیل اشکال در دید، با توجه به از کار افتادن دو عدد از چهار نورافکن ورزشگاه، متوقف شد. تا آن لحظه بازی با نتیجهٔ ۱–۰ به نفع مارسی دنبال می‌شد. پس از آن که مشکل نورافکن‌ها بعد از ۱۵ دقیقه رفع شد، مدیر میلان آدریانو گالیانی تصمیم گرفت که بازیکنان تیم او به زمین مسابقه بازنگردند و متعاقب آن مسابقه به‌طور کامل متوقف شد. یوفا رای به ۳ بر ۰ شدن بازی به نفع مارسی داد و میلان را به مدت یک سال از حضور در رقابت‌های اروپایی، و گالیانی را به مدت دو سال از انجام تمام فعالیت‌های رسمی باشگاه محروم کرد. المپیک مارسی در مجموع ۴–۱ برنده شد.

## نیمه نهایی
| تیم ۱         | نتیجه‌نهایی | تیم ۲            | بازی رفت | بازی برگشت |
| ------------- | ---------- | ---------------- | -------- | ---------- |
| بایرن مونیخ   | ۳–۴        | ستاره سرخ بلگراد | ۱–۲      | ۲–۲        |
| اسپارتاک مسکو | ۲–۵        | المپیک مارسی     | ۱–۳      | ۱–۲        |

### دور رفت
| بایرن مونیخ | ۱–۲   | ستاره سرخ بلگراد         |
| ----------- | ----- | ------------------------ |
| فولفارث ۲۳' | گزارش | پانچف ۴۵' · ساویسویچ ۷۰' |

| اسپارتاک مسکو | ۱–۳   | المپیک مارسی                     |
| ------------- | ----- | -------------------------------- |
| شالیموف ۵۸'   | گزارش | پله ۲۷' · پاپن ۳۱' · ورکوییس ۸۸' |

### دور برگشت
| ستاره سرخ بلگراد                     | ۲–۲   | بایرن مونیخ               |
| ------------------------------------ | ----- | ------------------------- |
| میهایلوویچ ۲۴' · اوگنتالر ۹۰' (گ.خ.) | گزارش | اوگنتالر ۶۱' · Bender ۶۶' |

ستاره سرخ بلگراد در مجموع ۴–۳ برنده شد.
| المپیک مارسی       | ۲–۱   | اسپارتاک مسکو   |
| ------------------ | ----- | --------------- |
| پله ۳۴' · بولی ۴۸' | گزارش | مستووی ۵۸' (پ.) |

المپیک مارسی در مجموع ۵–۲ برنده شد.

## فینال
| ستاره سرخ بلگراد                                 | ۰–۰ (و.ا.) | المپیک مارسی                  |
| ------------------------------------------------ | ---------- | ----------------------------- |
|                                                  | گزارش      |                               |
| ضربات پنالتی                                     |            |                               |
| پروسینچکی · بینیچ · بلوددیچ · میهایلوویچ · پانچف | ۵–۳        | آماروس · کاسونی · پاپن · موزر |

## قهرمان
| قهرمان جام باشگاه های اروپا ٩١-١٩٩٠ |
| ----------------------------------- |
| ستاره سرخ بلگراد                    |
| اولین قهرمانی                       |

## گلزنان برتر
گلزنان برتر جام باشگاه‌های اروپا ۹۱–۱۹۹۰ به شرح زیر است:
| رتبه | نام               | تیم              | تعداد گل |
| ---- | ----------------- | ---------------- | -------- |
| ۱    | پیتر پاکولت       | سوارفسکی تیرول   | ۶        |
| ۱    | ژان-پیر پاپن      | المپیک مارسی     | ۶        |
| ۳    | تورشتن گوتشوو     | دینامو درسدن     | ۵        |
| ۳    | Mo Johnston       | رنجرز            | ۵        |
| ۳    | Sebastián Losada  | رئال مادرید      | ۵        |
| ۳    | دارکو پانچف       | ستاره سرخ بلگراد | ۵        |
| ۳    | هوگو سانچز        | رئال مادرید      | ۵        |
| ۳    | فیلیپ ورکوییس     | المپیک مارسی     | ۵        |
| ۹    | امیلیو بوتراگوئنو | رئال مادرید      | ۴        |
| ۹    | رابح ماجر         | پورتو            | ۴        |
| ۹    | روبرت پروسینچکی   | ستاره سرخ بلگراد | ۴        |